# Gare de Melun
Gare de Melun – ważny dworzec kolejowy w Melun, departamencie Seine-et-Marne, w regionie Île-de-France, we Francji.
Jest zarządzana przez SNCF. Jest także stacją końcową linii RER D, oraz węzłem dla pociągów dalekobieżnych: Transilien Paryż-Lyon oraz TER Bourgogne.

## Położenie
Dworzec Melun znajduje się na 44,076 km linii Paryż–Marsylia i 56,907 km linii Corbeil-Essonnes–Montereau.
Stacja położona jest na wysokości 55 m n.p.m.

## Historia
Budynek był w znacznym stopniu przebudowywany od jego pierwotnej konstrukcji, zaprojektowanej przez architekta François-Alexisa Cendriera, który zbudował wiele innych budynków dworcowych dla towarzystwa PLM.
W 1979 roku zabytkowy budynek został obniżony do parteru i otrzymał nową elewację, a perony zostały zmodernizowane w 1980.
W 2012 roku ukończono kolejny remont dworca, który spowodował powstanie nowej fasady, zmianę koloru elewacji i oddanie do dyspozycji nowoczesnego systemu informacji i udogodnień dla podróżnych.
Na tej stacji 17 października 1991 doszło do katastrofy kolejowej pomiędzy pociągiem nocnym i towarowym, w  której zginęło 16 osób.

## Galeria

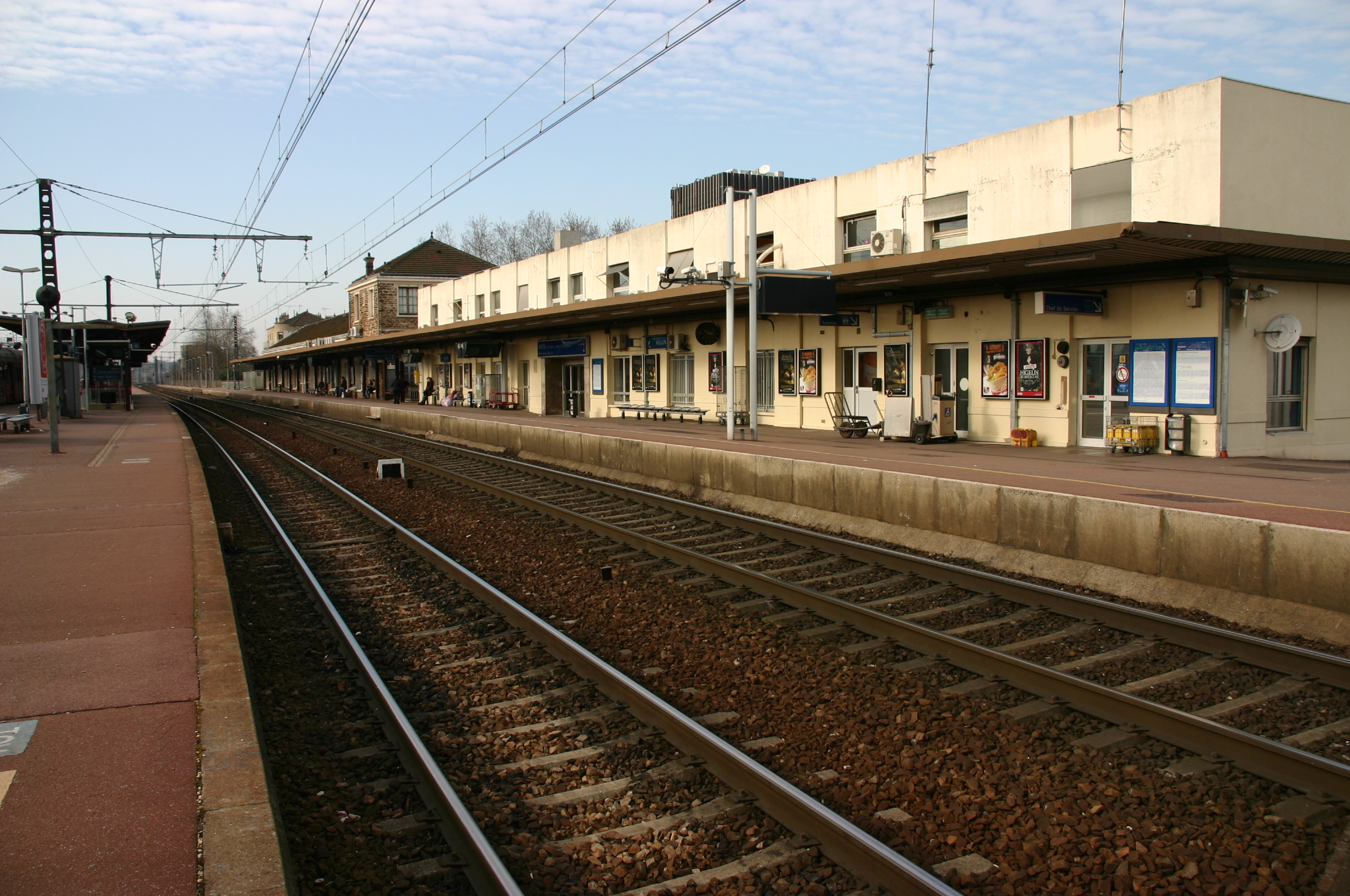
Dworzec od strony peronów
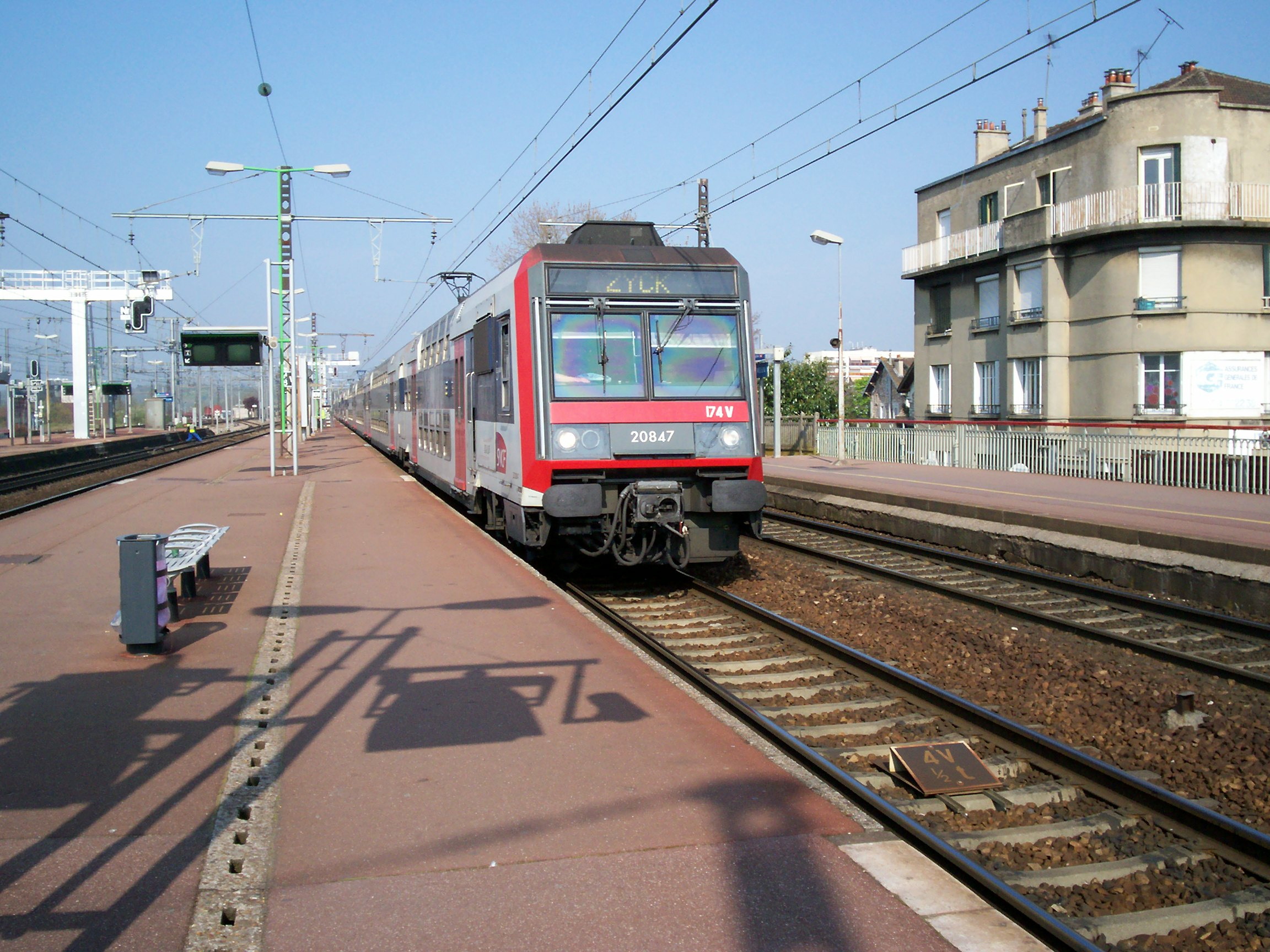
Pociąg Z 20500 Paryża.
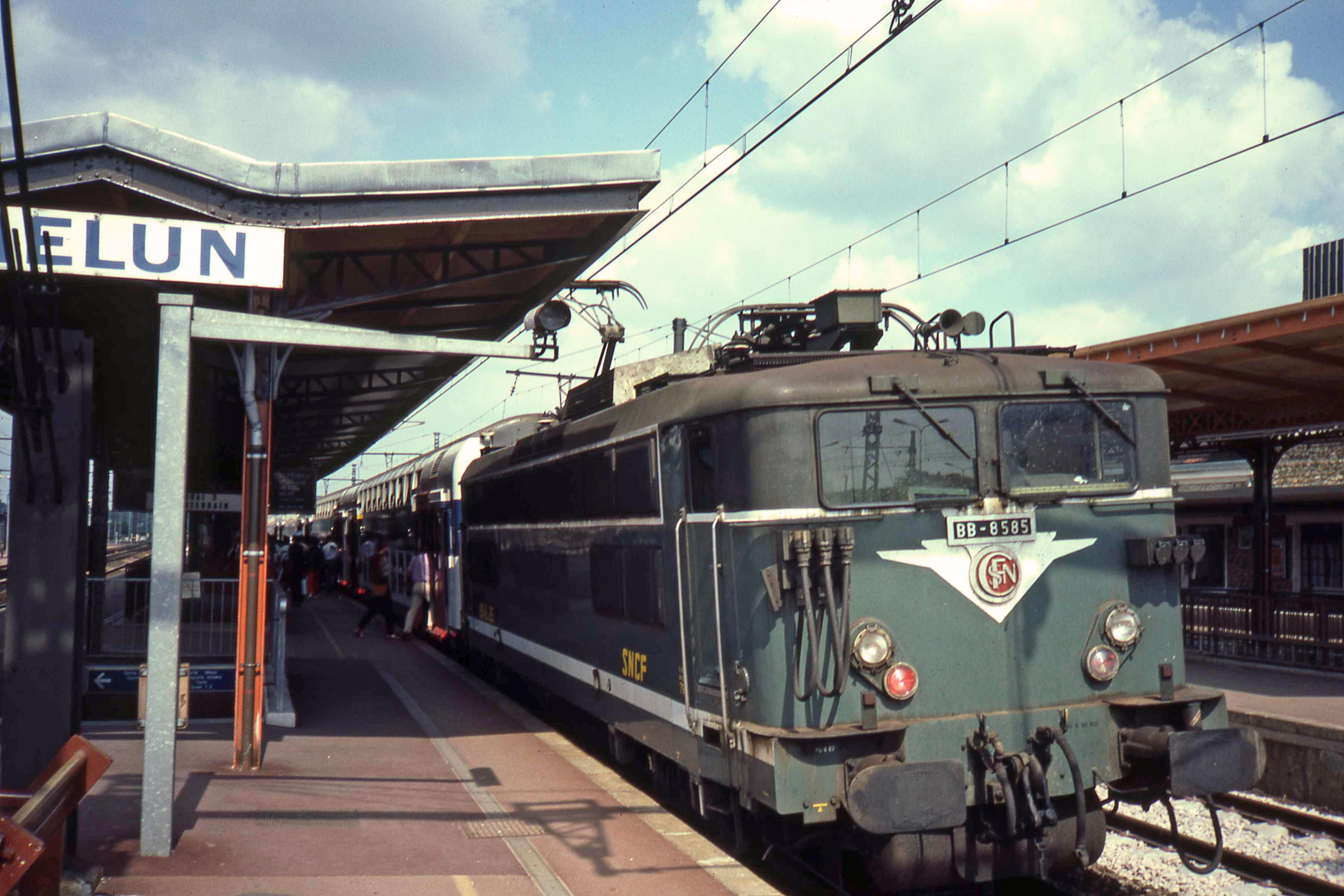
Lokomotywa BB 8500
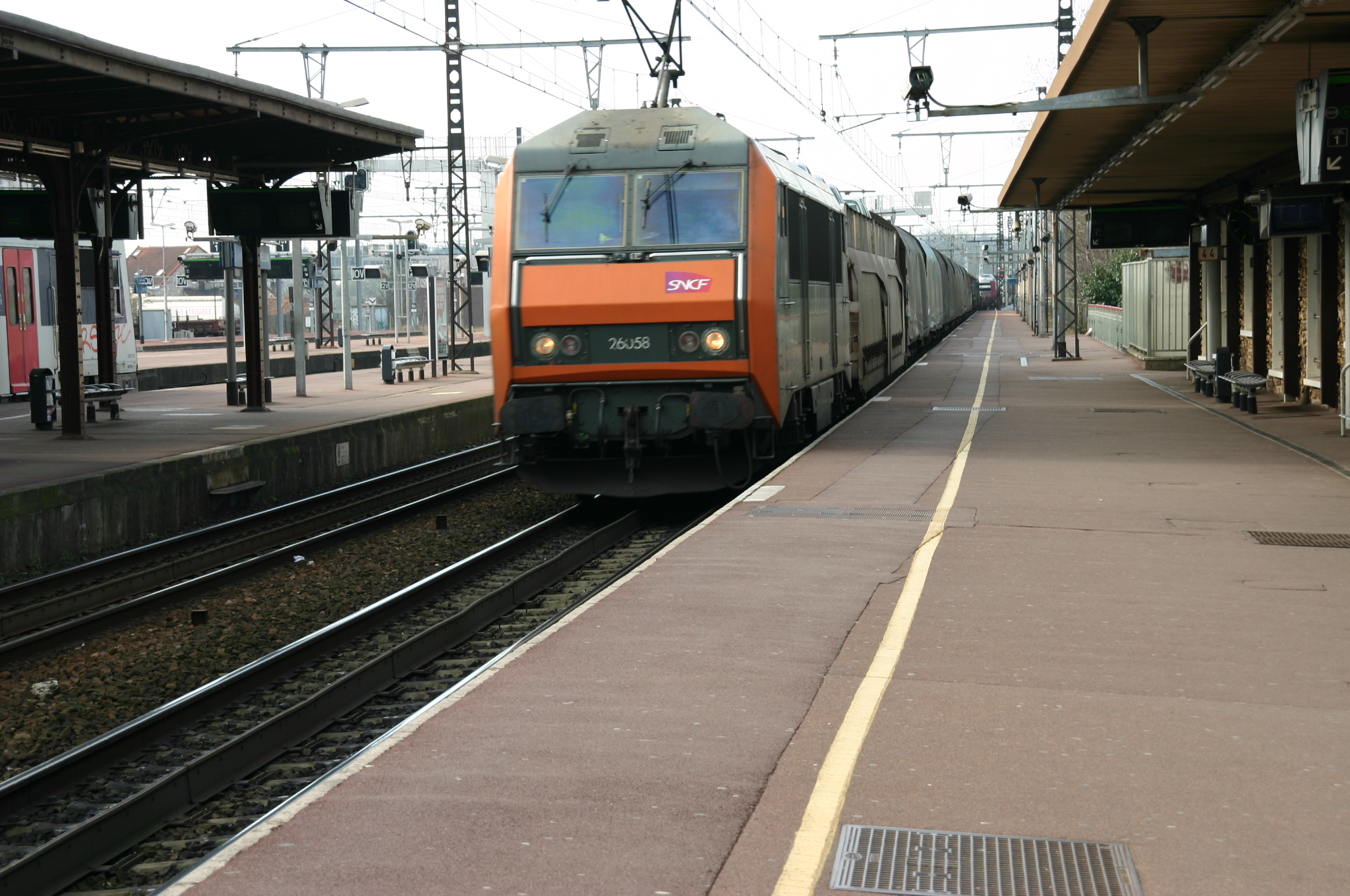
Lokomotywa BB 26000
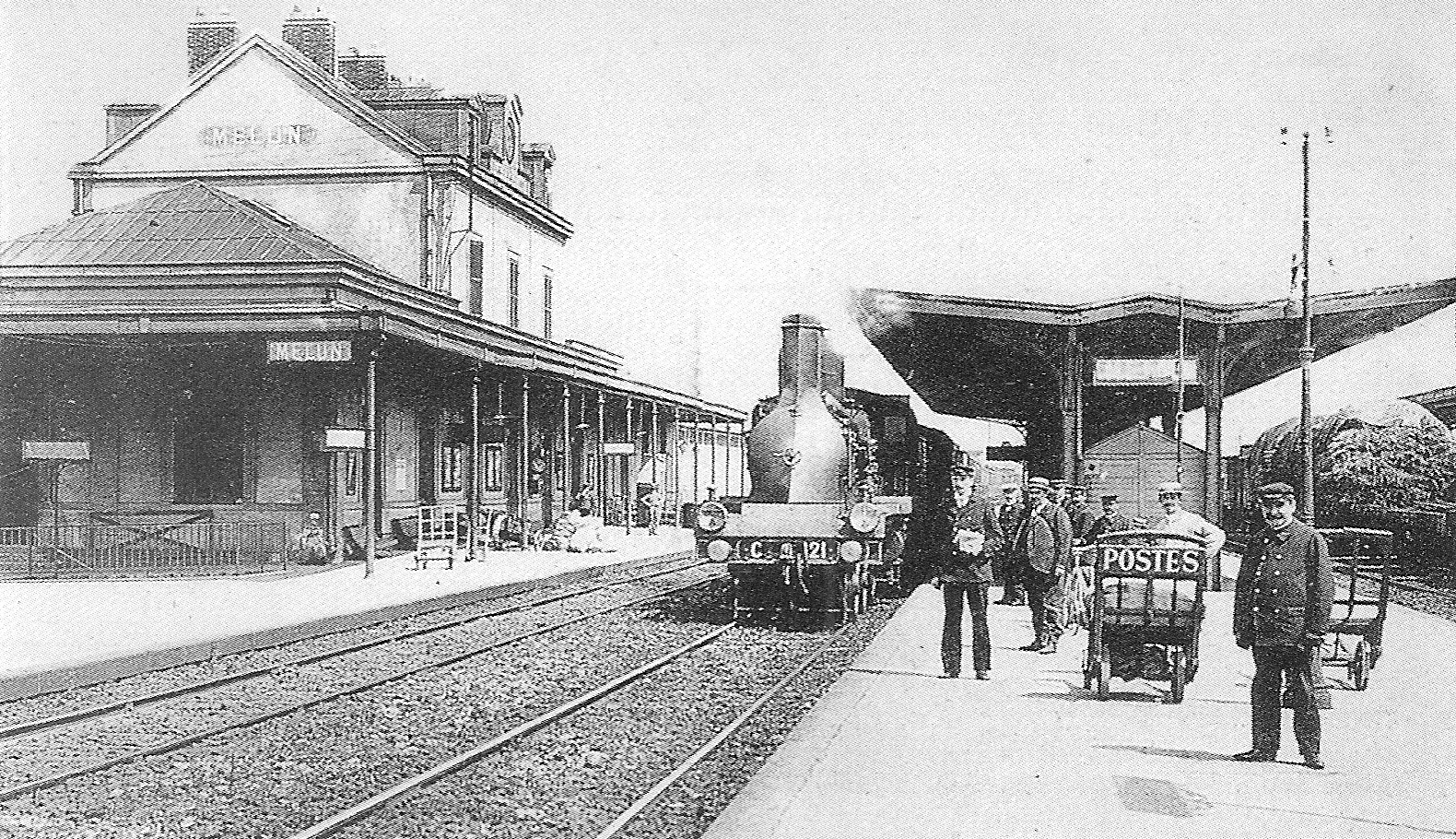
Widok historyczny